# Larimus fasciatus
Larimus fasciatus es una especie de pez de la familia Sciaenidae en el orden de los Perciformes.

## Morfología
• Los machos pueden llegar alcanzar los 25 cm de longitud total.

## Alimentación
Come principalmente gambas pequeñas.

## Hábitat
Es un pez de clima subtropical y demersal.

## Distribución geográfica
Se encuentra en el  Atlántico occidental: desde Massachusetts hasta Texas, salvo el sur de Florida pero incluyendo el Golfo de México.

## Observaciones
Es inofensivo para los humanos.